# روبرت كلانسي
روبرت كلانسي (بالإنجليزية: Robert Clancy)‏ هو عالم مناعة وطبيب أسترالي، ولد في 6 نوفمبر 1941 في سيدني في أستراليا.